# Pax (Unix)
Het pax-commando wordt gebruikt voor het archiveren van bestanden op Unix en Unix-achtige besturingssystemen. De naam pax staat voor portable archive exchange, maar is ook het Latijnse woord voor "vrede". Het commando werd in 1995 geïntroduceerd door IEEE om de rivaliteit op te lossen tussen tar en cpio, die incompatibele gegevensformaten gebruiken. Het pax-commando ondersteunt de gegevensformaten van beide commando's.
In 2001 definieerde IEEE een nieuw pax-formaat, dat in wezen het tar-formaat is met extra uitbreidingen. Het formaat wordt niet ondersteund door de pax-commando's in de meeste Linuxdistributies en FreeBSD, maar het wordt wel ondersteund door de tar-commando's van GNU en FreeBSD. De pax-commando's in AIX, Solaris en HP-UX ondersteunen ook het nieuw pax-formaat.

## Gebruik
pax heeft vier basisfuncties:
- Schrijfmodus ("-w"): een archief aanmaken of bestanden toevoegen aan een archief
- Leesmodus ("-r"): een archief lezen en uitpakken
- Kopieermodus ("-rw"): lezen en kopiëren van bestanden en mappen naar een nieuwe locatie
- Lijstmodus (zonder optie): archiefinhoud weergeven

## Voorbeelden
Toon de inhoud van een archief:
```
pax < mijn-archief.pax
```

Pak de inhoud van een archief uit in de huidige map:
```
pax -r < mijn-archief.pax
```

Maak een nieuw archief aan met de huidige map:
```
pax -w . > mijn-archief.pax
```

Kopieer de huidige map naar /home/vault (de map "/home/vault" moet al bestaan):
```
pax -rw . /home/vault
```

## Standaardisatie en populariteit
Hoewel het pax-commando in 2001 door IEEE gestandaardiseerd werd, is het commando weinig populair. Dit komt deels doordat Unix-gebruikers er geen behoefte aan hebben. Het was vooral het POSIX-comité dat een consistentere interface wilde.
Desondanks is het pax-commando vereist wanneer een besturingssysteem conform moet zijn met de Single UNIX Specification of met de Linux Standard Base.
Naast Unix en Unix-achtige besturingssystemen is pax ook beschikbaar voor IBM i, Microsoft Windows NT en Windows 2000. Op Microsoft Windows-besturingssystemen ondersteunt pax geen magneetbanden en kan het geen Win32 ACL's lezen of schrijven.